# L'ultima compagnia
L'ultima compagnia (Die letzte Kompagnie) è un film del 1930 di produzione tedesca diretto da Curtis Bernhardt con il nome Kurt Bernhardt.

## Remake
Il film è stato oggetto di remake per la realizzazione del film Per un pugno di eroi (Eine Handvoll Helden) del 1967 diretto da Fritz Umgelter.